# Bùi Mẫn Hân

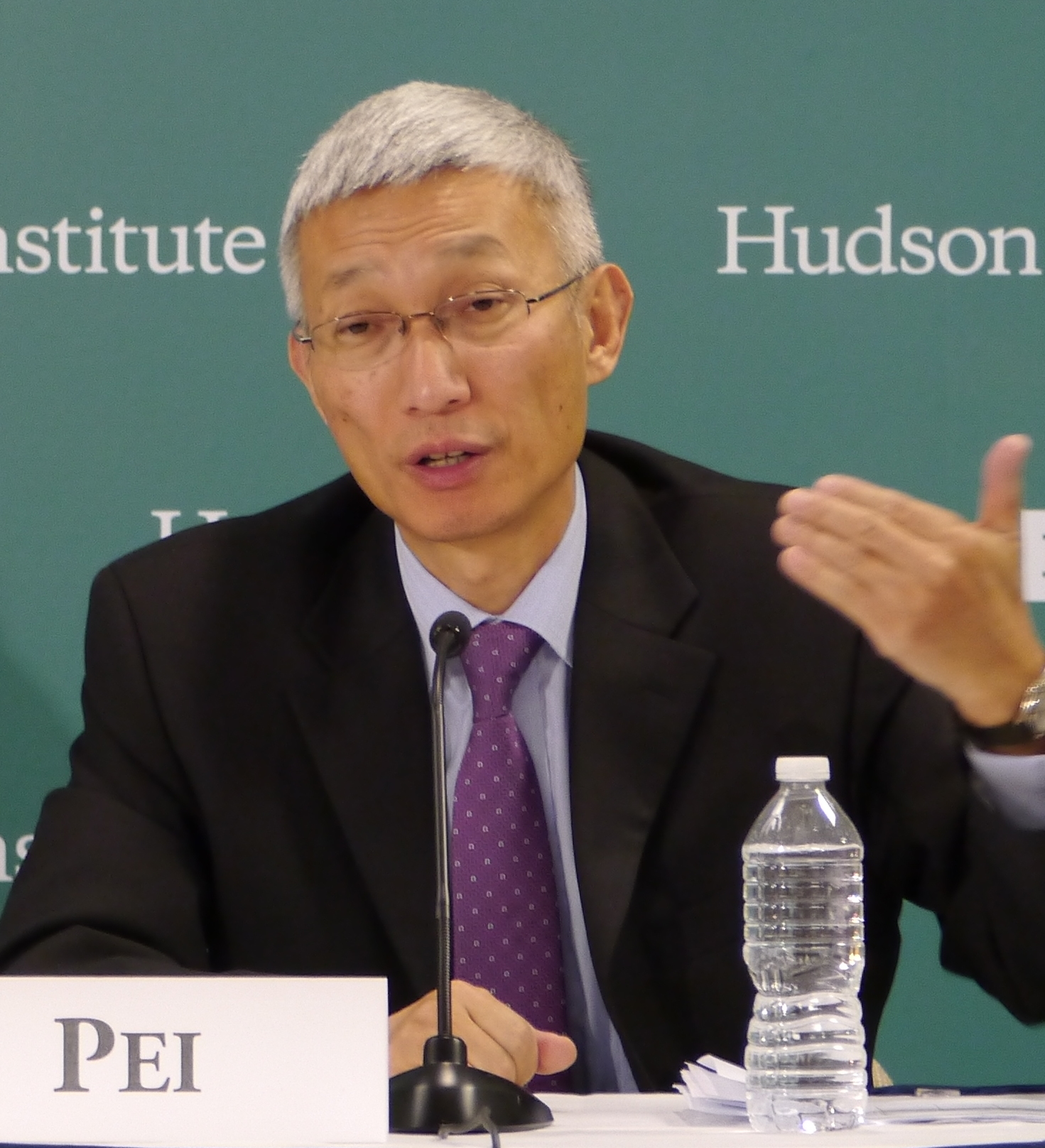
giáo sư về khoa học chính trị tại Claremont McKenna College, Minxin Pei

Minxin Pei (tiếng Trung: 裴敏欣; bính âm: Péi Mǐnxīn; sinh năm 1957) là một chuyên gia về vấn đề cai trị tại Cộng hòa Nhân dân Trung Hoa, quan hệ Hoa Kỳ - Á Châu, và về vấn đề dân chủ hóa tại cái nước đang phát triển. Ông ta hiện thời là giám đốc trung tâm Keck về các nghiên cứu Quốc tế và Chiến lược tại Claremont McKenna College, trước đó đã làm việc với chương trình Á Châu tại Carnegie Endowment for International Peace. Pei có bằng cử nhân về Anh ngữ tại đại học nghiên cứu Quốc tế Shanghai, đã lấy bằng thạc sĩ và tiến sĩ về khoa học chính trị tại đại học Harvard. Thêm vào đó ông có được một bằng M.F.A. từ đại học Pittsburgh.
Pei đã viết bài cho nhiều tờ báo, trong đó có China Quarterly, tạp chí Foreign Policy, China Today, The Diplomat, and Foreign Affairs, và là một khách phê bình thường xuyên tại đài truyền hình CNN, và National Public Radio, cùng những đài khác.
In 2008, ông được tạp chí Prospect xếp vào số 100 nhà trí thức của công chúng.

## Xuất bản
Dưới đây là một số sách báo đã xuất bản:
- From Reform to Revolution: The Demise of Communism in China and the Soviet Union (Harvard University Press, 1994)
- China’s Trapped Transition: The Limits of Developmental Autocracy (Harvard University Press, 2006)
- The Color of China (The National Interest, March 2009)
- My Trip to Asia (Claremont Book Review, October 2011)
- China's Crony Capitalism: The Dynamics of Regime Decay" (Harvard University Press ngày 3 tháng 10 năm 2016)

Những bài viết được xuất bản trên sách:
- When Illusion Meets Reality: The Evolving Relationship Between China and Europe, in: Robertson-von Trotha, Caroline Y. (ed.): Europe: Insights from the Outside (= Kulturwissenschaft interdisziplinär/Interdisciplinary Studies on Culture and Society, Vol. 5), Nomos, Baden-Baden 2011